# Beniamin Michali
Beniamin Michali (cunoscut și sub abrevierea B. I. Michali; la naștere Beniomen-Ițkhok Duhovnîi; în ebraică בנימין יצחק מיכלי, transliterat: Benjamin Yitzhak Michali; în rusă Биньямин Михали; n. 26 iulie 1910, Otaci, raionul Ocnița, Republica Moldova – d. 20 ianuarie 1989, Israel) a fost un evreu basarabean, critic literar și publicist israelian. A scris în principal în ebraică.

## Biografie
S-a născut în târgul Otaci (acum oraș din raionul Ocnița, Republica Moldova) din ținutul Soroca, gubernia Basarabia, Imperiul Rus, în familia lui Bențion Duhovnîi (1886–1937), care a fost comisarul de finanțe al efemerei RSS Basarabene și șeful departamentului financiar din Odesa și al Hindei Roizman. După absolvirea liceului, și-a continuat studiile la București, unde a locuit pe parcursul anilor 1930. Înainte de izbucnirea celui de-al doilea război mondial, s-a stabilit în Palestina mandatară.
În 1927, Duhovnîi, în vârstă de șaptesprezece ani, a scris o scrisoare celui mai faimos scriitor ebraic din acei ani din Basarabia, Mordhe Goldenberg, de la care a început corespondența lor pe termen lung. Goldenberg a devenit ulterior mentorul literar al viitorului scriitor și l-a ajutat în primele sale încercări literare. Ulterior, Michali a început și corespondența cu alți scriitori evrei basarabeni Ițhok Weinstein, Iacob Kucer și Zolmen Rozental. În cotidianul lui Rozenthal – Unzer Zeit („Timpul nostru”), publicat la Chișinău în idiș, a avut loc debutul literar al lui Duhovnîi. Aici și-a publicat lucrările, scrise inițial în idiș, precum și traduceri ale propriilor opere din ebraică.
În Israel, a devenit unul dintre cei mai respectați critici literari, publicând o serie de cărți de eseuri și monografii dedicate operei colegilor care au scris atât în ebraică (Jacob Fichman, Haim Hazaz, Șimon Galkin, Aba Kovner, Eliezer Steinman, I. D. Berkovici, Saul Cernihovski, K. A. Bertini și mulți alții) și în idiș (Șalom Aleihem, Abraham Sutzkever, Solomon Bickel etc.). Sub conducerea sa în 1946 și 1951, la Tel Aviv a fost publicată o ediție în două volume a poeziei și prozei selectate ale mentorului său literar M. Goldenberg, care a murit în ghetou în Transnistria în timpul celui de-al doilea război mondial. A contribuit, de asemenea, la o colecție dedicată aniversării a 30 de ani de activitate literară a scriitorului Solomon Bickel, una dintre figurile centrale ale literaturii idiș din România antebelică. Împreună cu K.A. Bertini și Yitzhak Coren, a participat la compilarea unui volum despre istoria evreilor din Basarabia din enciclopedia a Diasporei evreiești (1971). În 1966, la Tel Aviv, a fost publicată prima antologie în două volume a eseismului ebraic modern în traducere în engleză, compilată de autor. În ultimii ani ai vieții, a început din nou să publice în idiș, în revista Ba Zikh – „La sine”.